# ウクライナ領土防衛隊

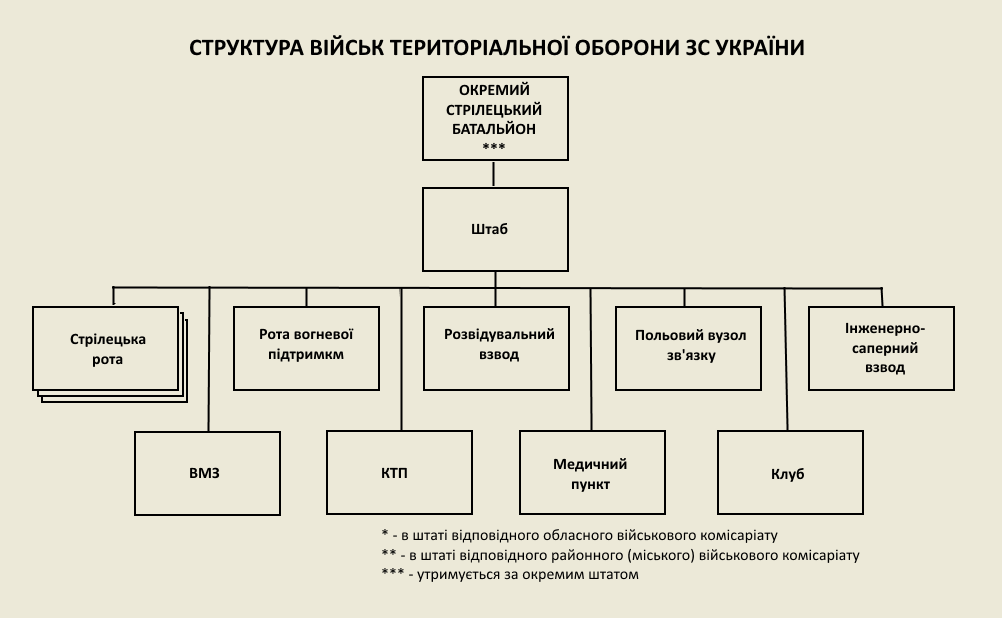
編制図

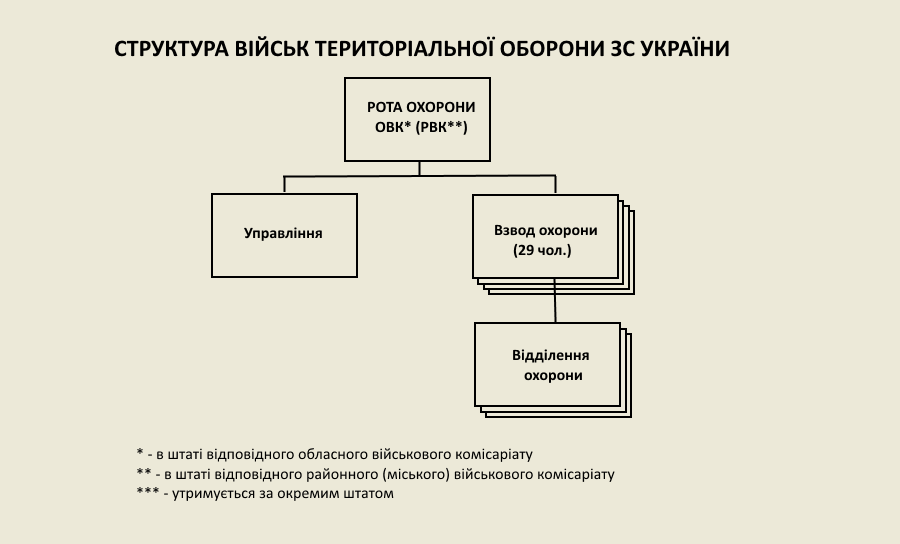
編制図

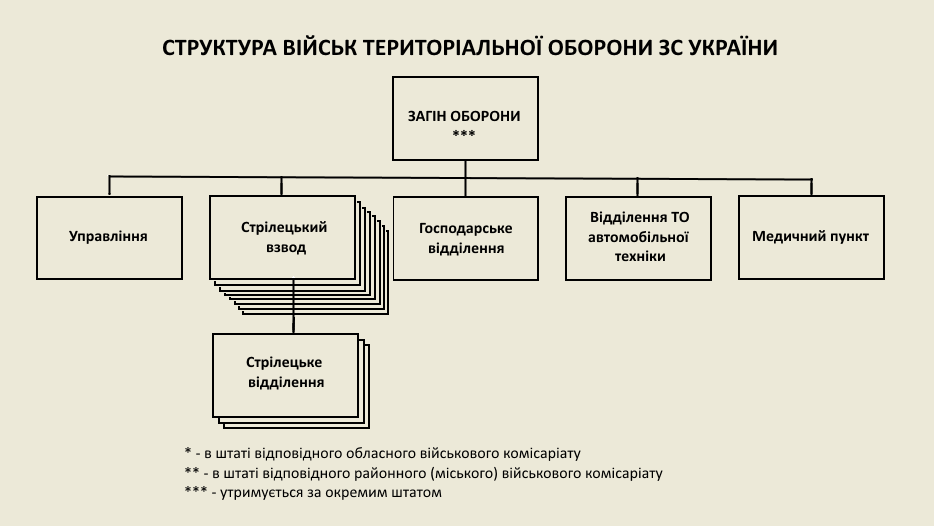
編制図

ウクライナ領土防衛隊（ウクライナりょうどぼうえいたい、ウクライナ語: Сили територіальної оборони Збройних сил України）は、ウクライナ軍の義勇兵部隊。ウクライナ地域防衛隊、ウクライナ郷土防衛隊、ウクライナ国土防衛隊とも。ウクライナ領土防衛部隊外国人軍団もある。

## 概要
2014年11月、ドンバス戦争の影響で創設された義勇兵部隊領土防衛大隊（自動車化歩兵大隊に改称）のウクライナ陸軍編入により創設され、2022年1月1日に正式に組織化された。
予備役や一般市民から構成され、軍と連携して後方支援や警備などに当たる。ウクライナ軍よりも入隊規定が緩いことから、年配の予備役や健康上の問題で入隊できない市民でも参加できる。訓練教官には退役軍人も参加している。
服装は統一されておらず迷彩服にウクライナ側であることを示す黄色いテープを巻くか、私服の場合は識別のための腕章を装着している。
ウクライナ領土防衛隊は主にウクライナ国民を対象とした部隊であるが、2022年2月には外国人の義勇兵を対象としたウクライナ領土防衛部隊外国人軍団を創設した。

### スポーツ選手の入隊
プロボクサーのワシル・ロマチェンコ、オレクサンドル・ウシク、元テニス選手のセルジー・スタホフスキー、元サッカー選手のイーゴリ・ベラノフなどのウクライナの著名なスポーツ選手も入隊している。

## 組織
ウクライナの地方行政区画の24州と1特別市に1個旅団と、創設初期から存在する1個大隊が配置されている。
2022年ロシアのウクライナ侵攻の影響により国民総動員令で、リヴィウ、ハルキウ、オデッサの3市において1個旅団ずつが追加編成された。
これらの部隊は、ウクライナ陸軍の西部、北部、東部、南部の4個作戦管区の指揮下に入っていたが、2022年に領土防衛軍独自の東西南北地域総局が設立された。

### 西部作戦管区
- ウクライナ領土防衛隊西部地域総局（ウクライナ語版）
  -  第100独立領土防衛旅団（ヴォルィーニ州）
  -  第101独立領土防衛旅団（ザカルパッチャ州）
  -  第102独立領土防衛旅団（イヴァーノ＝フランキーウシク州）
  -  第103独立領土防衛旅団（リヴィウ州）
  -  第104独立領土防衛旅団（リウネ州）
  -  第105独立領土防衛旅団（テルノーピリ州）
  -  第106独立領土防衛旅団（フメリニツキー州）
  -  第107独立領土防衛旅団（チェルニウツィー州）
  - 第2独立歩兵大隊（ウクライナ語版）（ヴォルィーニ州）
  - 第5独立歩兵大隊（ウクライナ語版）（ザカルパッチャ州）
  - 第7独立歩兵大隊（イヴァーノ＝フランキーウシク州）
  - 第10独立歩兵大隊（リヴィウ州）
  - 第14独立歩兵大隊（ウクライナ語版）（リウネ州）
  - 第16独立歩兵大隊（テルノーピリ州）
  - 第19独立歩兵大隊（フメリニツキー州）
  - 第21独立歩兵大隊（チェルニウツィー）

### 北部作戦管区
- ウクライナ領土防衛隊北部地域総局（ウクライナ語版）
  -  第112独立領土防衛旅団（キーウ）
  -  第114独立領土防衛旅団（キーウ州）
  -  第115独立領土防衛旅団（ジトーミル州）
  -  第116独立領土防衛旅団（ポルタヴァ州）
  -  第117独立領土防衛旅団（スームィ州）
  -  第118独立領土防衛旅団（チェルカースィ州）
  -  第119独立領土防衛旅団（チェルニーヒウ州）
  -  第241独立領土防衛旅団（キーウ）
  - 第4独立歩兵大隊（ウクライナ語版）（ジトーミル州）
  - 第8独立歩兵大隊（ウクライナ語版）（キーウ州）
  - 第13独立歩兵大隊（ウクライナ語版）（ポルタヴァ州）
  - 第15独立歩兵大隊（スームィ州）
  - 第20独立歩兵大隊（ウクライナ語版）（チェルカースィ）
  - 第22独立歩兵大隊（チェルニーヒウ州）
  - 独立歩兵大隊（キーウ）

### 東部作戦管区
- ウクライナ領土防衛隊東部地域総局（ウクライナ語版）
  -  第108独立領土防衛旅団（ドニプロペトロウシク州）
  -  第109独立領土防衛旅団（ドネツィク州）
  -  第110独立領土防衛旅団（ザポリージャ州）
  -  第111独立領土防衛旅団（ルハーンシク州）
  -  第113独立領土防衛旅団（ハルキウ州）
  - 第3独立歩兵大隊（ドニプロペトロウシク州）
  - 第6独立歩兵大隊（ウクライナ語版）（ロズミフカ）
  - 第17独立歩兵大隊（ハルキウ州）
  - 第105独立歩兵大隊（ヴォルノヴァーハ）
  - 2個独立歩兵大隊（ドネツィク州、ルハーンシク州）

### 南部作戦管区
- ウクライナ領土防衛軍南部地域総局（ウクライナ語版）
  -  第120独立領土防衛旅団（ヴィーンヌィツャ州）
  -  第121独立領土防衛旅団（キロヴォフラード州）
  -  第122独立領土防衛旅団（オデーサ州）
  -  第123独立領土防衛旅団（ムィコラーイウ州）
  -  第124独立領土防衛旅団（ヘルソン州）
  - 第1独立歩兵大隊（ウクライナ語版）（ヴィーンヌィツャ州）
  - 第9独立歩兵大隊（ウクライナ語版）（キロヴォフラード州）
  - 第11独立歩兵大隊（ウクライナ語版）（ムィコラーイウ）
  - 第12独立歩兵大隊（オデーサ州）
  - 第18独立歩兵大隊（ヘルソン）

## 歴代司令官
| 代 | 氏名                       | 階級 | 在任期間                        |
| -- | -------------------------- | ---- | ------------------------------- |
| 1  | ユーリー・ハルシュキン     | 准将 | 2022年01月01日 - 2022年05月15日 |
| 2  | イーホル・タンチューラ     | 少将 | 2022年05月15日 - 2023年10月09日 |
| 3  | アナトリー・バルギレヴィチ | 少将 | 2023年010月9日 - 2024年02月09日 |
| 4  | イーホル・プラフタ         | 少将 | 2024年02月11日 - 現職           |

## ギャラリー

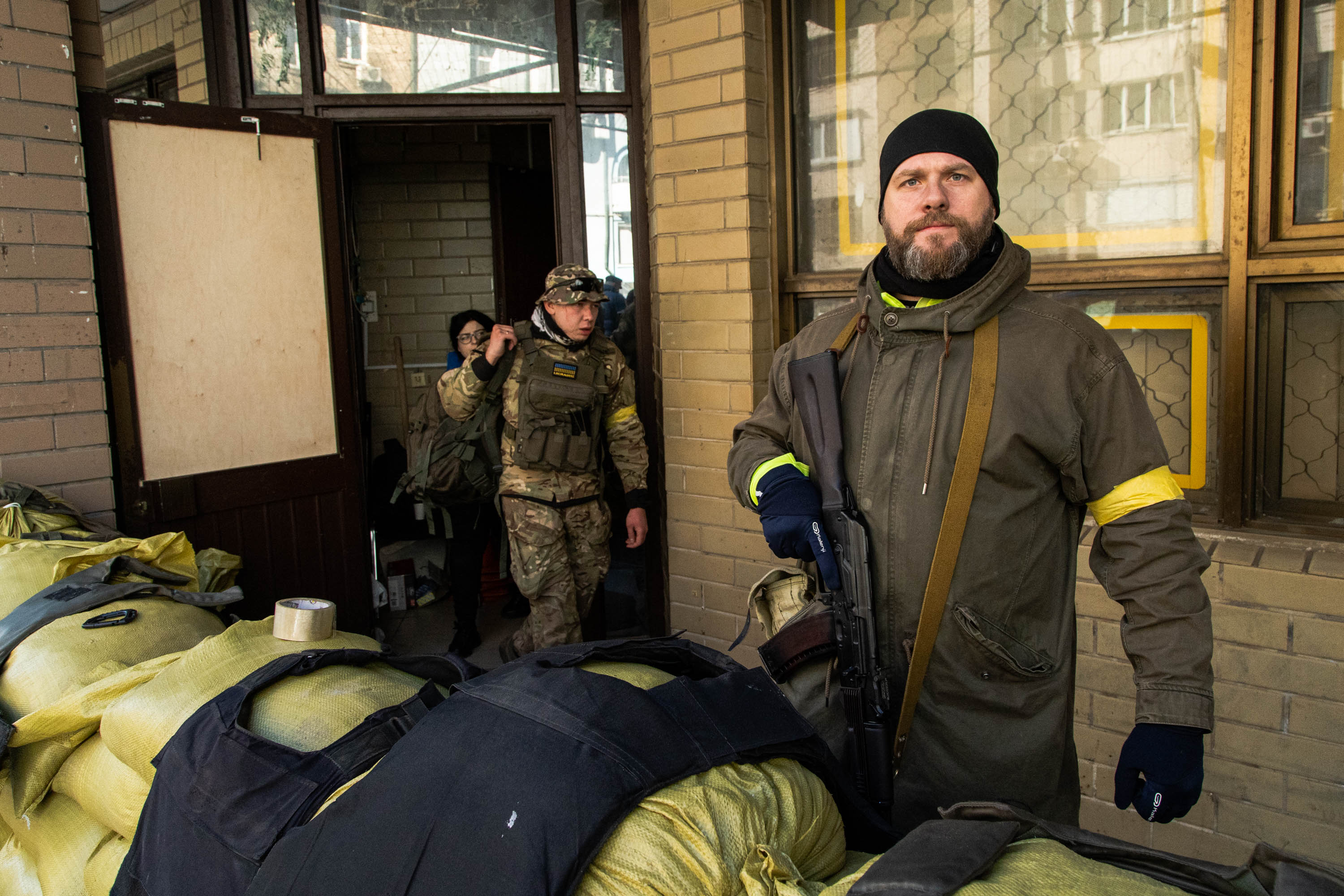
迷彩服の隊員
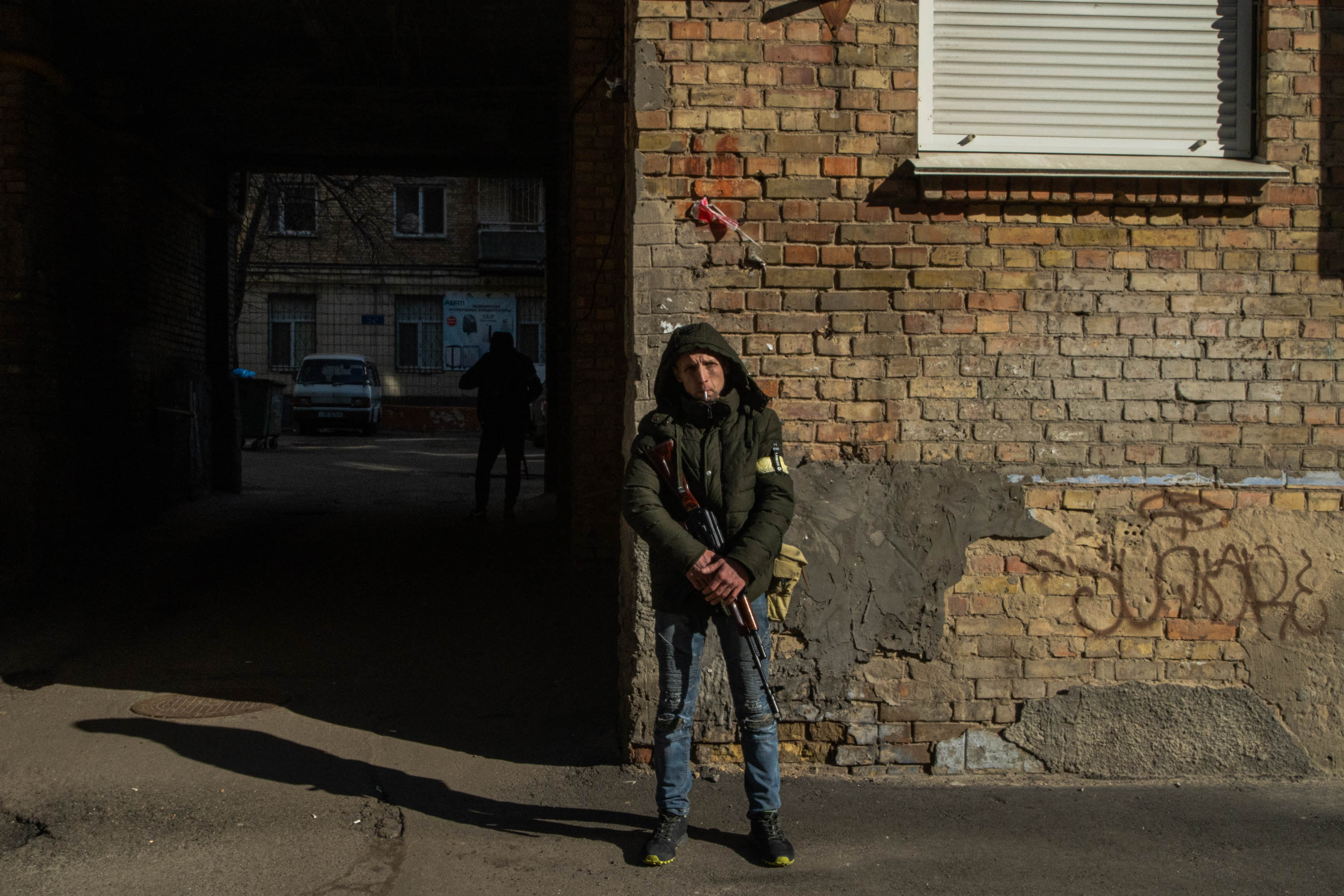
私服の隊員
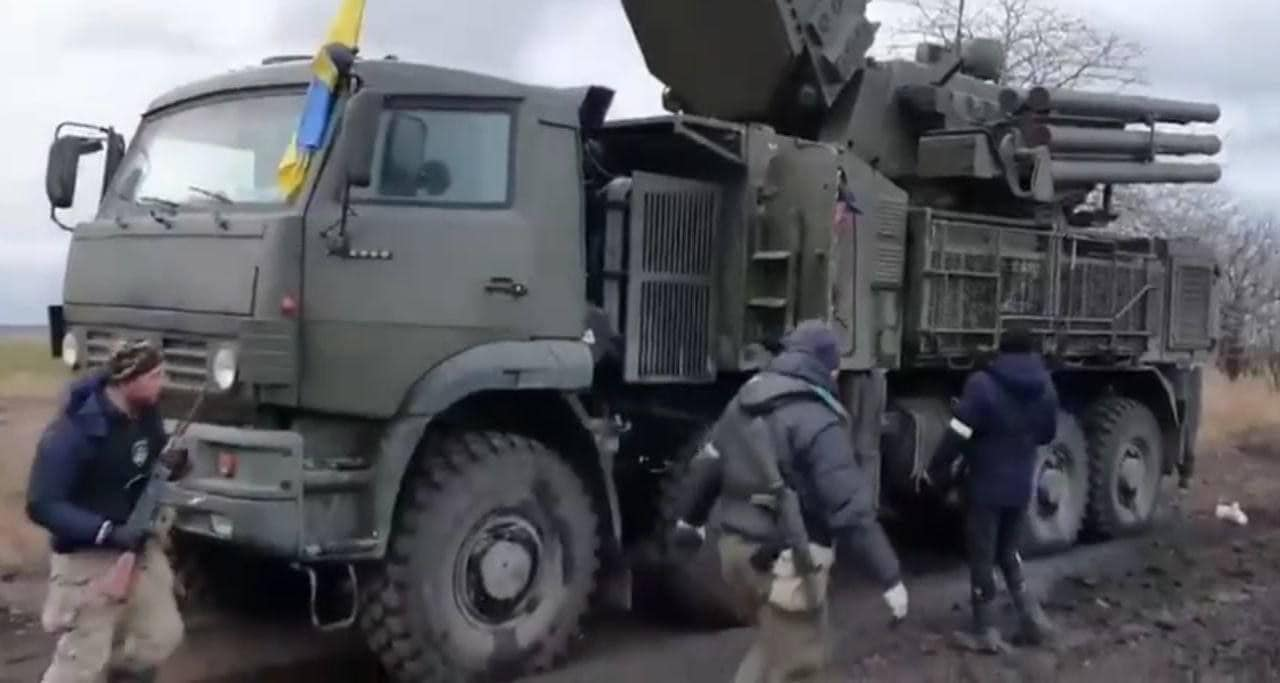
ロシア連邦軍のパーンツィリ-S1を鹵獲する隊員
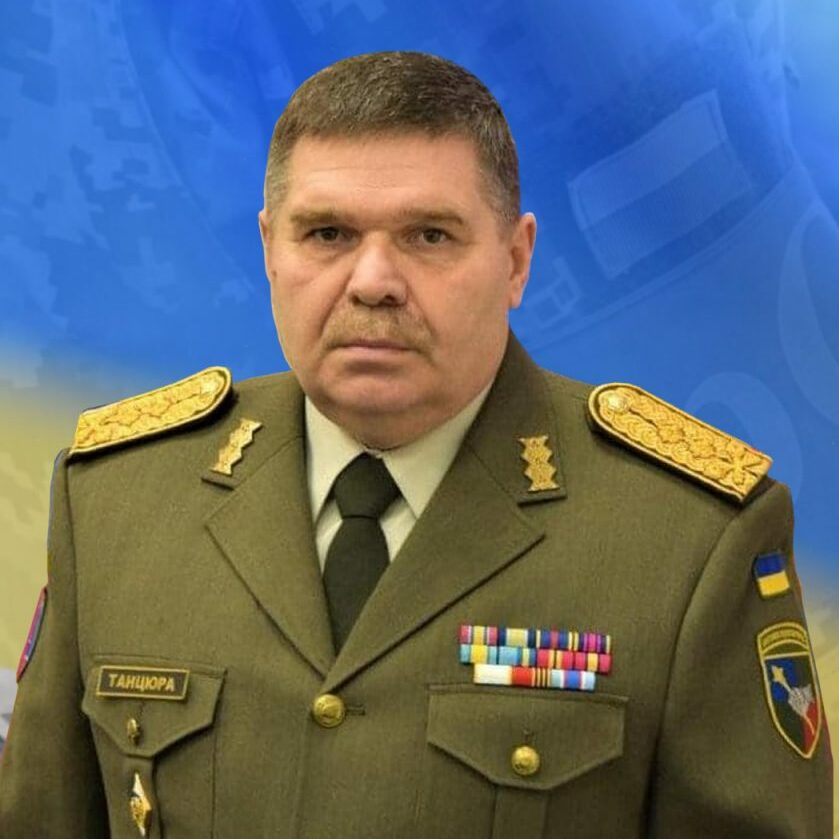
イーホル・タンチューラ司令官